# Jodła pospolita
Jodła pospolita, jodła biała (Abies alba Mill.) – gatunek drzew z rodziny sosnowatych. Jodła pospolita występuje w stanie dzikim w górach środkowej i południowej Europy. Na niżu występuje tylko w Polsce i we Francji (w Normandii). Nie rośnie w Skandynawii, Anglii i na Półwyspie Iberyjskim (z wyjątkiem Pirenejów). W Polsce przebiega naturalna granica jej północnego zasięgu, wzdłuż linii wyznaczonej przez Nową Sól, Ostrów Wlkp., Łódź, Lublin i Zamość. W Polsce najokazalsze bory jodłowe rosną w Górach Świętokrzyskich (Puszcza jodłowa) i Karpatach, m.in. na Babiej Górze. W polskich Tatrach dochodzi zwykle do wysokości 1400 m n.p.m., natomiast po słowackiej stronie Tatr w grupie Łomnicy drzewiaste formy jodły rosną jeszcze na wysokości ok. 1500 m n.p.m. Najwyżej stwierdzony osobnik w Polsce został znaleziony na początku XXI w. na wysokości 1590 m n.p.m. nad Myślenickimi Turniami na Kasprowym Wierchu. W Alpach i Pirenejach jodła sięga do 2000 m n.p.m.

## Morfologia

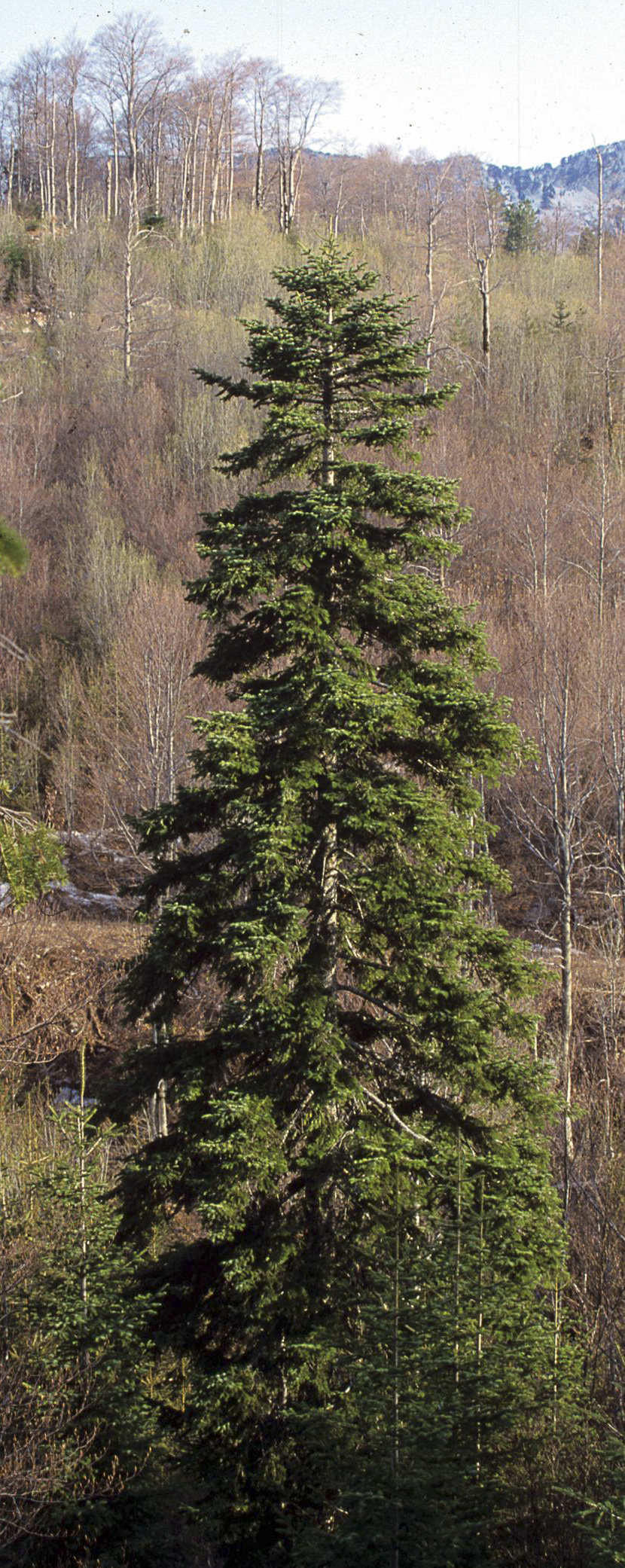
Jodła pospolita

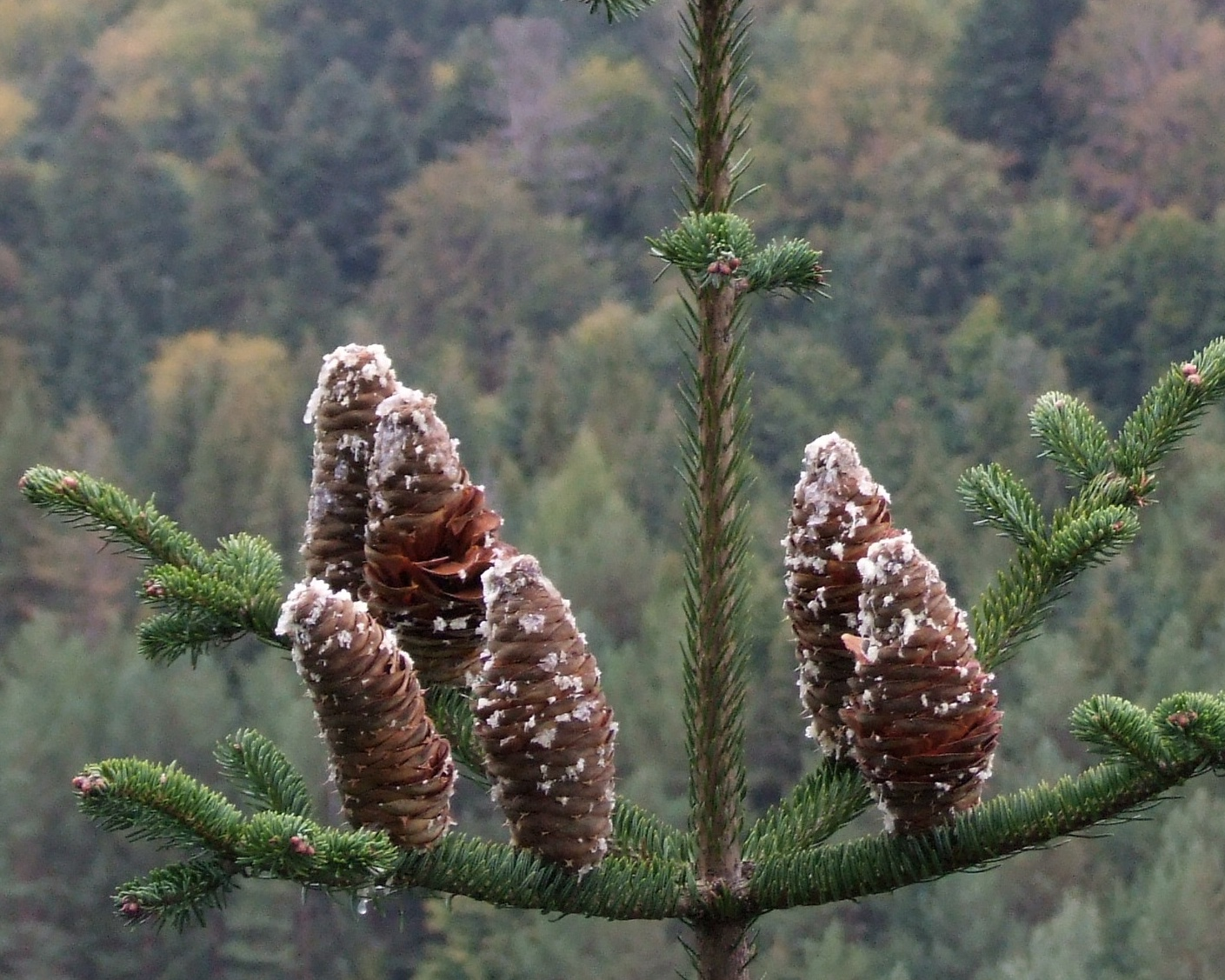
Pęd z szyszkami

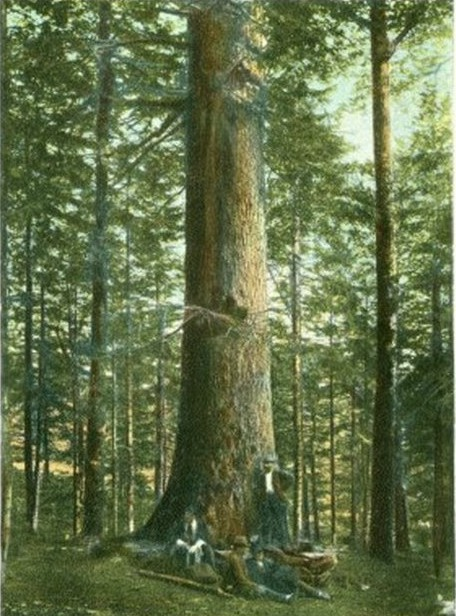
„Gruba Jodła” na Babiej Górze

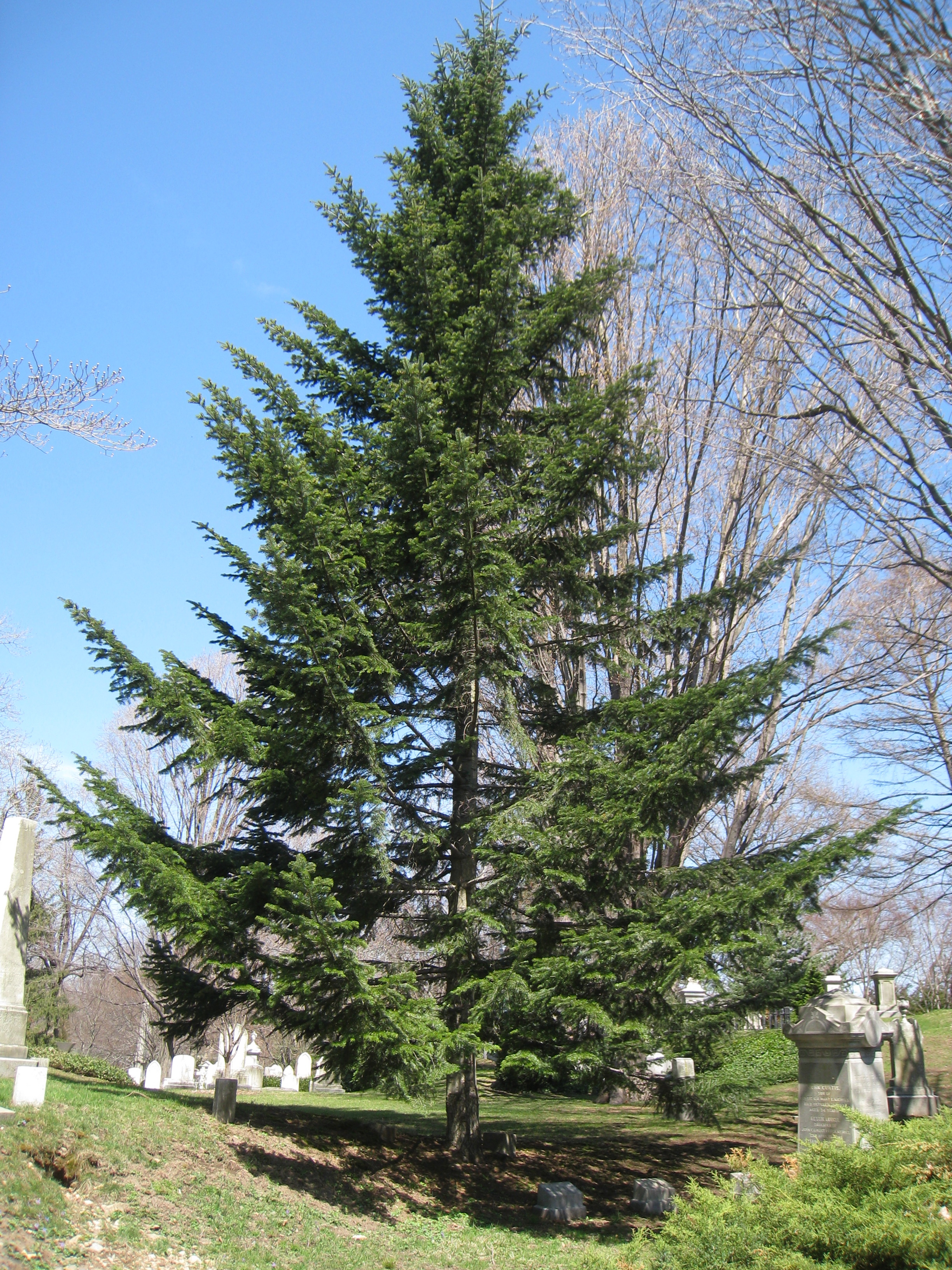
Jodła – charakterystyczny stożkowaty pokrój drzewa

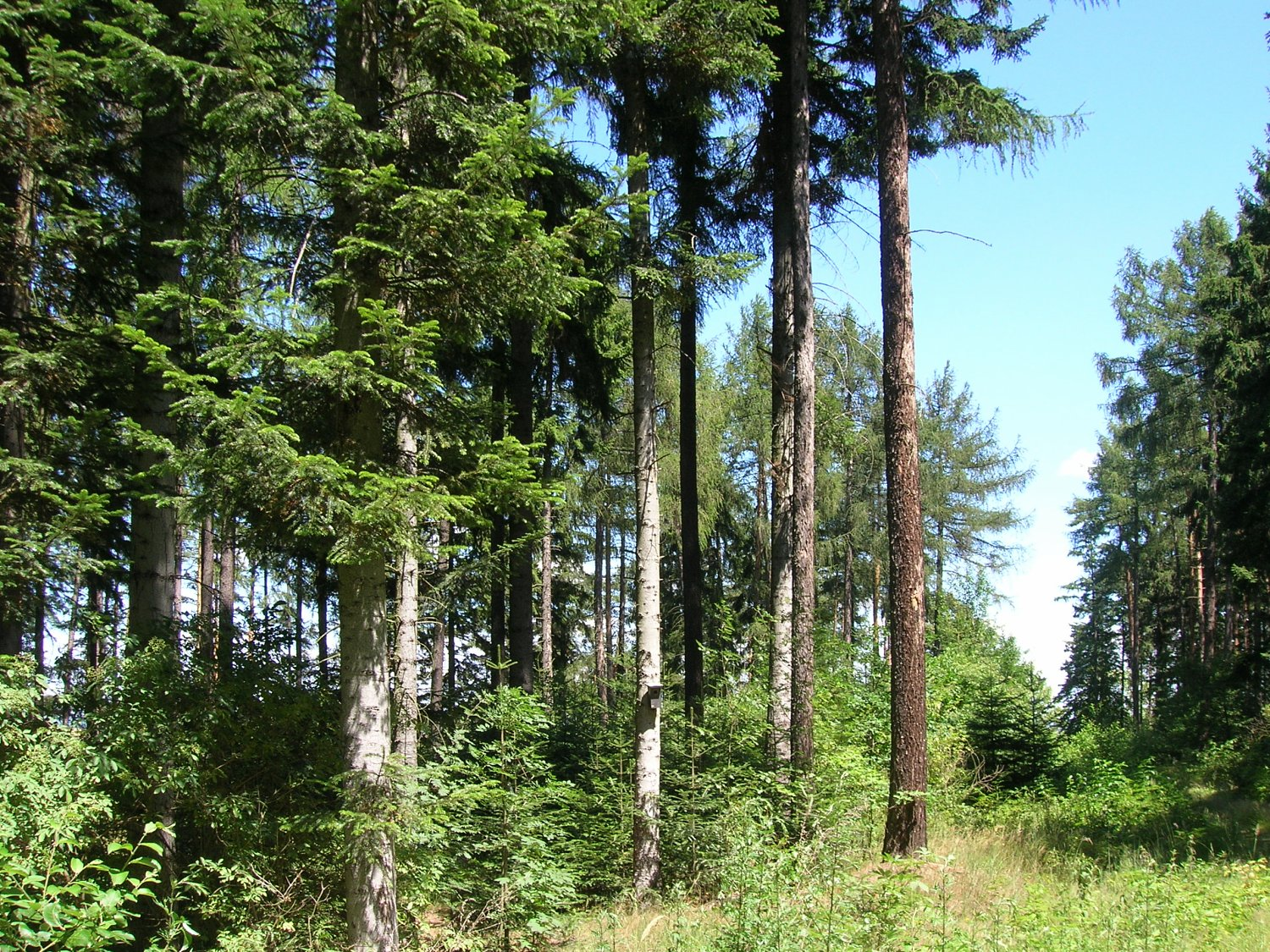
Bór jodłowy (Czechy)

PokrójZimozielone, żywiczne drzewa (tak jak u wszystkich jodeł przewody żywiczne nie występują tylko w drewnie; obecne są w igłach, pęcherzyki żywiczne występują na młodej korze) z koronami stożkowatymi, wyraźnym strzelistym pniem i konarami ułożonymi w okółkach. Drzewo w środkowoeuropejskich warunkach osiągające do 55 m, pierśnica do 1,5 m, korona wąska, dość luźno ugałęziona, na szczycie tworzy się tzw. „bocianie gniazdo”. Najwyższe jodły w Europie (w Schwarzwaldzie) osiągały 68 metrów.
Najpotężniejszym zmierzonym okazem jodły pospolitej w Polsce była „Gruba Jodła”, rosnąca do 1914 roku na Babiej Górze o obwodzie pnia w pierśnicy wynoszącym 676 cm. W XXI w. największy obwód pnia stwierdzony w Polsce miał osobnik rosnący do 2013 w Bieszczadach (na stoku Kosowca) o obwodzie 527 cm (przy 42 m wysokości). Po jego powaleniu rekord należy do osobnika nazywanego Lasumiłą, rosnącego w leśnictwie Jabłonki, o obwodzie w pierśnicy 519 cm (przy wysokości 35 m). W 2024 r. w Pienińskim Parku Narodowym odnaleziono najwyższą jodłę w Polsce o wysokości 55,86 m, a jodeł przekraczających 50 m stwierdzono na tym obszarze ponad 20.
PieńProsty, strzelisty, łatwo oczyszczający się z bocznych gałęzi. Młoda kora cienka, gładka, jasnopopielata z pęcherzykami żywicy, stara wąsko spękana na tarczkowate płytki.
DrewnoLekkie, miękkie, łatwo łupliwe.
PąkiPąki suche (nieożywicowane, bardzo charakterystyczna cecha), nieduże o czerwonawobrązowej barwie, u nasady białawe. Łuski jajowate, niewielkie.
LiścieIgły zwykle spłaszczone, u nasady mniej lub bardziej zwężone, skręcone i zawsze zakończone małą, przylgowatą stopką. Wierzchołki rozdwojone lub wycięte, rzadziej tępe lub ostro zakończone. Na gałązce osadzone spiralnie, zebrane w boczne, dwustronne grzebienie. Igły ok. 25 mm długości, tępo zaokrąglone na końcach. Górna strona ciemnozielona, błyszcząca, z wgłębieniem pośrodku (bruzdką), dolna z liniami aparatów szparkowych, pokrytych dwoma białymi paskami nalotu woskowego. Na pędach generatywnych są sztywniej, bardziej nastroszone, o zaostrzonych końcach.
KwiatyKwiaty męskie z żółtymi pylnikami, zebranymi w jajowate kotki wyrastające pojedynczo w kątach igieł, na ubiegłorocznych gałązkach. Kwiaty żeńskie zebrane w wielołuskowe, wyprostowane szyszki. Roślina kwitnie od kwietnia do maja.
SzyszkiZielone szyszki, kształtu walcowatego, ok. 15 cm długości i średnicy 3–5 cm, stojące na gałęzi. W czasie dojrzewania przybierają barwę brązowawą. Gdy dojrzeją rozpadają się, zostaje tylko oś szyszki. Łuski wspierające dłuższe od nasiennych, wystające i odgięte (cecha charakterystyczna dla sekcji). Nasiona trójkątnojajowate, żółtawe, z szerokim, purpurowo-żółtym skrzydełkiem. Zawierają płynną żywicę o przyjemnym zapachu.

## Ekologia
Drzewo cieniowytrzymałe, obok cisa najbardziej cienioznośny gatunek spośród polskich drzew. Młode egzemplarze (cienka kora) o dużych wymaganiach wilgotnościowych, zarówno co do powietrza, jak i gleby. Lubi gleby świeże, głębokie. Bardzo wrażliwa na zanieczyszczenie powietrza. Wrażliwa na niskie temperatury (w Polsce częstokroć przemarza na stanowiskach naturalnych). Tworzy drzewostany lite lub mieszane z bukiem, rzadziej z sosną lub świerkiem. Gatunek charakterystyczny dla zespołu Abietetum polonicum. W Karpatach i Sudetach lasy jodłowo-bukowo-świerkowe stanowiły naturalne drzewostany regla dolnego, sięgającego do wysokości 1100 – 1250 m n.p.m. Dziś jodła w polskich lasach zajmuje ok. 2% powierzchni.
Najwyższy zapas drewna – ponad 1200 m³ na powierzchni 1 ha – wykazywały jedliny w Gorganach w Karpatach Wschodnich. Lasy na zbliżonych siedliskach w Karpatach Zachodnich zawierają z reguły 600-800 m³ grubizny na powierzchni 1 ha.
Jodła pospolita często atakowana jest przez mszyce (Adelges nordmannianae), z których spadzi pszczoły wytwarzają jeden z najbardziej cenionych „czarnych” miodów spadziowych.

## Zastosowanie
- Drewno wykorzystywane głównie w przemyśle budowlanym i celulozowo-papierniczym.
- Roślina lecznicza
  - Surowiec zielarski – jednoroczne gałązki (cetyna jodłowa) zbierane jesienią lub zimą – Turio Abietis, liście – Folium Abietis, żywica – Resina Abietis.
  - Surowce służą do otrzymywania olejku eterycznego, który pozyskuje się przez destylację z parą wodną. W jego skład wchodzi kadynen, flawanol – taksyfolina, węglowodór seskwiterpenowy, pinen i limonen.
  - Stosowany jest do nacierań przy bólach reumatycznych, do kąpieli wzmacniających. Wykrztuśne działanie olejku wykorzystywane jest przy inhalacjach w stanach zapalnych gardła i oskrzeli.
- Szyszki dostarczają olejku wykorzystywanego w perfumerii.

## Zagrożenia i ochrona
W Polsce populacje tego gatunku stanowią główny przedmiot ochrony szeregu rezerwatów przyrody. Niektóre z rezerwatów przyrody, w których celem ochrony jest również ochrona cennych drzewostanów jodły pospolitej:
- Rezerwat przyrody Błogie
- Rezerwat przyrody Ciszek
- Rezerwat przyrody Gola
- Rezerwat przyrody Jaźwiny
- Rezerwat przyrody Jabłecznik
- Rezerwat przyrody Jamno
- Rezerwat przyrody Jata
- Rezerwat przyrody Jedlina
- Rezerwat przyrody Jeleń
- Rezerwat przyrody Jodłowice
- Rezerwat przyrody Jodły Karnieszewickie
- Rezerwat przyrody Jodły Ostrzeszowskie
- Rezerwat przyrody Jodły Łaskie
- Rezerwat przyrody Kaliszak
- Rezerwat przyrody Kamień Michniowski
- Rezerwat przyrody Kozie Kąty
- Rezerwat przyrody Kruszewiec
- Rezerwat przyrody Lasek Kurowski
- Rezerwat przyrody Lubiaszów
- Rezerwat przyrody Lupa
- Rezerwat przyrody Majówka
- Rezerwat przyrody Marynopole
- Rezerwat przyrody Mokry Las
- Rezerwat przyrody Molenda
- Rezerwat przyrody Murowaniec
- Rezerwat przyrody Natalin
- Rezerwat przyrody Nowa Wieś
- Rezerwat przyrody Olbina
- Rezerwat przyrody Puszcza u źródeł Radomki
- Rezerwat przyrody Rudka Sanatoryjna
- Rezerwat przyrody Spała
- Rezerwat przyrody Stok Szyndzielni
- Rezerwat przyrody Szklarnia
- Rezerwat przyrody Topór
- Rezerwat przyrody Twarda
- Rezerwat przyrody Wojsławice
- Rezerwat przyrody Wrząca
- Rezerwat przyrody Wykus
- Rezerwat przyrody Zabrzeźnia
- Rezerwat przyrody Świnia Góra

### Program restytucji jodły w Sudetach
Od XIV wieku lasy sudeckie, których jednym z głównych drzew była jodła pospolita, były systematycznie wycinane. Po przejęciu Śląska przez państwo pruskie w XVIII w. wprowadzono na dużą skalę sztuczne zalesienia świerkiem pospolitym. Rodzaj prowadzonej gospodarki leśnej wpłynął niekorzystnie na populację jodły. Monokultury świerkowe podlegały cyklicznym klęskom jak wichury oraz pojawienia się kornika drukarza. W ich rezultacie cierpiała też jodła. W latach 70. XX w. z nie do końca ustalonych przyczyn wystąpiło zjawisko zamierania jodeł. W rezultacie tych wszystkich czynników, pod koniec XX w. gatunek ten utracił zdolność samodzielnej regeneracji i bez interwencji człowieka skazany był na wymarcie. W 2000 r. ustalono udział jodły pospolitej w lasach sudeckich na 0,36%. Celem rozpoczętego w 1999 r. programu restytucji jest osiągnięcie udziału jodły na poziomie 18%. Dla osiągnięcia tego celu założono szereg zachowawczych plantacji nasiennych, które w dalszym etapie mają dostarczyć materiału do zalesień. Szacuje się, że program zostanie zrealizowany w ciągu 100 lat.